# Stazione di Muzzana del Turgnano
Stazione di Muzzana del Turgnano vasútállomás Olaszországban, Muzzana del Turgnano településen.

## Vasútvonalak
Az állomást az alábbi vasútvonalak érintik:
- Velence–Trieszt-vasútvonal

## Kapcsolódó állomások
A vasútállomáshoz az alábbi állomások vannak a legközelebb:
- Stazione di Palazzolo dello Stella
- Stazione di San Giorgio di Nogaro